# Náprád
Náprád (románul Năpradea, németül Rübendorf) falu Romániában, Szilágy megyében.

## Fekvése
Zilahtól 41 km-re, Zsibótól 13 km-re északkeletre a Szamos jobb partján fekszik.

## Története
A falut 1387-ben Naprad néven említik először, ekkor az Aranyosi várhoz tartozott.
1423-ban Naprad, 1464-ben Napprad, 1472-ben Oláh-Náprád, 1549-ben Nabrad, 1555-ben Nabrad, 1570-ben Napragh, 1636-ban Nagi-Náprád, 1637-ben Kisnáprád néven írták.
A Szamos partján, dombtetőn áll Náprád várának romja. A várat 1383-ban említik először, valószínűleg a 18. század elején robbantották fel a császáriak.
1423-ban Kusalyi Jakcs Dénes oláh falujaként említették.
Az 1500-as évek elején a Drágffyak is birtokosok voltak itt.
1585 és 1595 között Naprad a Kusalyi Jakcs család kezéről Báthory György és neje, majd a Gyulafiak birtoka lett.
1604-ben a Gyulafi családé volt.
1847-ben 2821 lakosa volt. Ebből római katolikus 2617, református 134, izraelita 45 volt.
1910-ben 1251, túlnyomórészt román lakosa volt.
A trianoni békeszerződésig Szilágy vármegye Zsibói járásához tartozott.
1992-ben társközségeivel együtt 3095 lakosából 3050 román, 43 cigány és 2 magyar volt.

## Nevezetességek
- Görögkatolikus kőtemploma 1836-ban épült.
- Római katolikus kápolnája 1860-ban épült a leégett 1856-os templom helyén. Anyakönyvet 1824-től vezetnek.